# Тестачо (Перуђа)
Тестачо је насеље у Италији у округу Перуђа, региону Умбрија.
Према процени из 2011. у насељу је живело 101 становника. Насеље се налази на надморској висини од 386 м.